# Karpenisi
Karpenisi (griechisch Καρπενήσι [karpɛˈnisi] (n. sg.); alternative Schreibweise Karpenissi, ältere Schreibweisen Karpenisio(n), Karpenissio(n)) ist eine griechische Kleinstadt und Gemeinde in der Region Mittelgriechenland. Durch die Eingemeindung von vier Nachbargemeinden wurde die Gemeinde 2010 erheblich vergrößert und ist nunmehr eine von nur noch zwei Gemeinden im Regionalbezirk Evrytania.
8.575 der insgesamt 13.105 Einwohner der Gemeinde Karpenisi leben in der Kleinstadt gleichen Namens.

## Geographie
Das Gemeindegebiet von Karpenisi erstreckt sich im Westen der Region Mittelgriechenland im Agrafa-Gebirge und wird im Westen durch den Fluss Tavropos (Megdovas) von der Gemeinde Agrafa getrennt. Der Tavropos mündet im Südwesten in den Kremasta-See, der den Acheloos und seine Nebenflüsse zwischen West- und Mittelgriechenland zum größten Stausee Griechenlands aufstaut.
Der Tymfristos (höchster Gipfel Velouchi, 2315 m. ü. d. M.) unmittelbar nördlich der Kernstadt teilt das Gemeindegebiet in zwei Teile: Nördlich liegen die Gemeindebezirke Ktimenia und Fournas um die Täler des Agiotriaditiko und des Fourniotikos, beides linke Nebenflüsse des Tavropos. Hier grenzt die Gemeinde an die thessalischen Gemeinden Karditsa und Sofades.
Südlich des Tymfristos prägen die Täler des Trikeriotis, der von Süden in den Kremasta-See fließt und von dessen Quellflüssen Karpenissiotis und Krikellopotamos die Landschaft. Zwischen diesen beiden Flüssen erhebt sich das Massiv des Kaliakouda (2099 m), zwischen Trikeriotis und Karpenissiotis erhebt sich der Chelidona (1974 m).
Mit Ausnahme der Flusstäler existieren im Gemeindegebiet von Karpenisi keine nennenswerten Ebenen oder Senken. Die Agrafa-Berge sind sehr unwegsam und zerklüftet. Unterschiedlich hohe Wasserscheiden trennen das Gemeindegebiet von seinen Nachbarn: im Südosten das Panetoliko-Massiv (höchste Gipfel Koutoupas, 1796 m und Trichia, 1819 m), das die Grenze nach Ätolien in Westgriechenland bildet, im Osten Tymfristos, Kokalia (1720 m) und Oxia (1926 m), die Karpenisi von der mittelgriechischen Gemeinde Makrakomi trennen.
Die Entfernung von Karpenisi nach Agrinio im Südwesten beträgt 105 km, nach Trikala im Nordosten von Karpenisi beträgt die Entfernung 80 km und nach Lamia im Osten sind es 78 km.

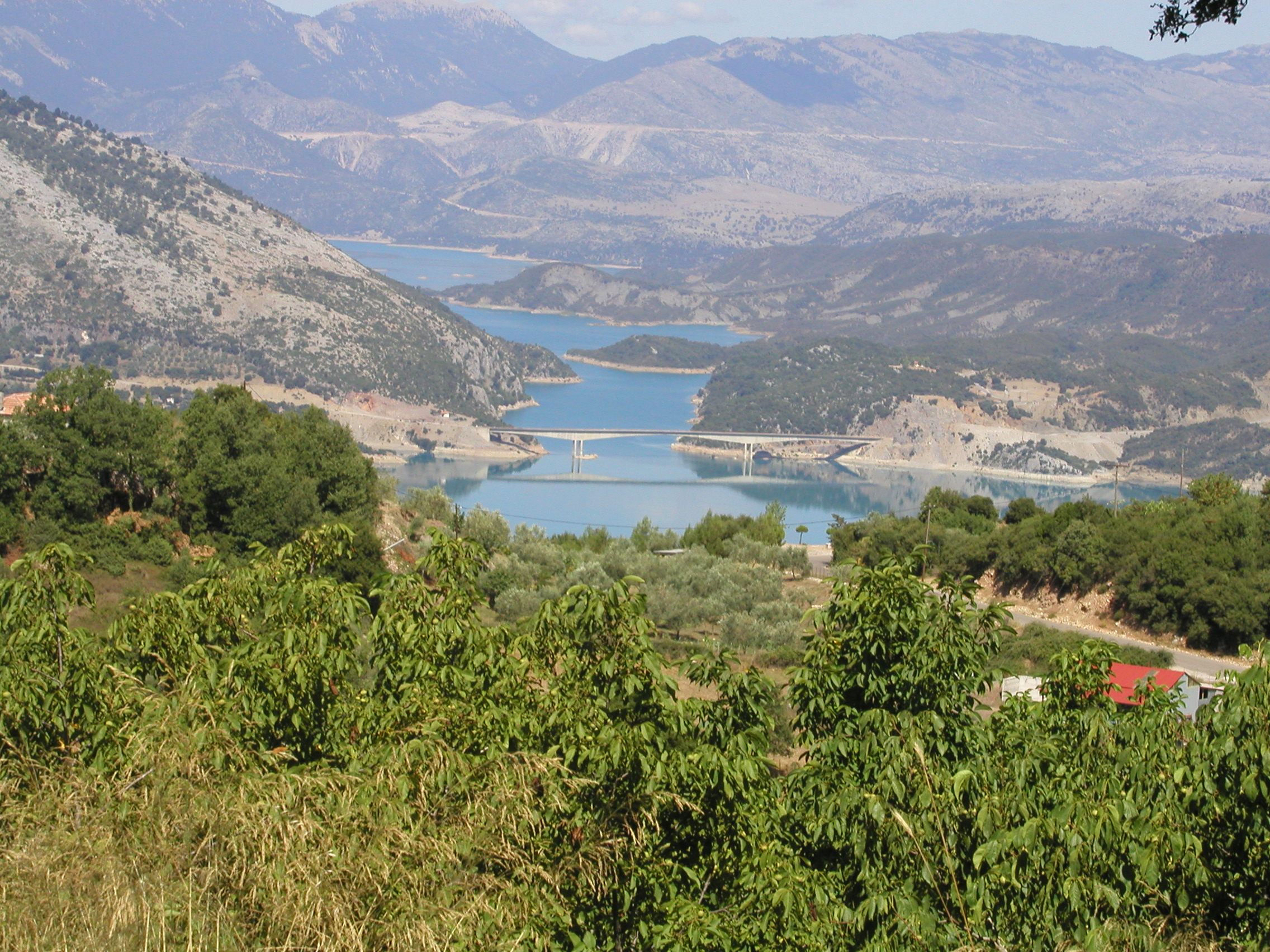
Blick über den Kremasta-See auf das westliche Gemeindegebiet von Karpenisi
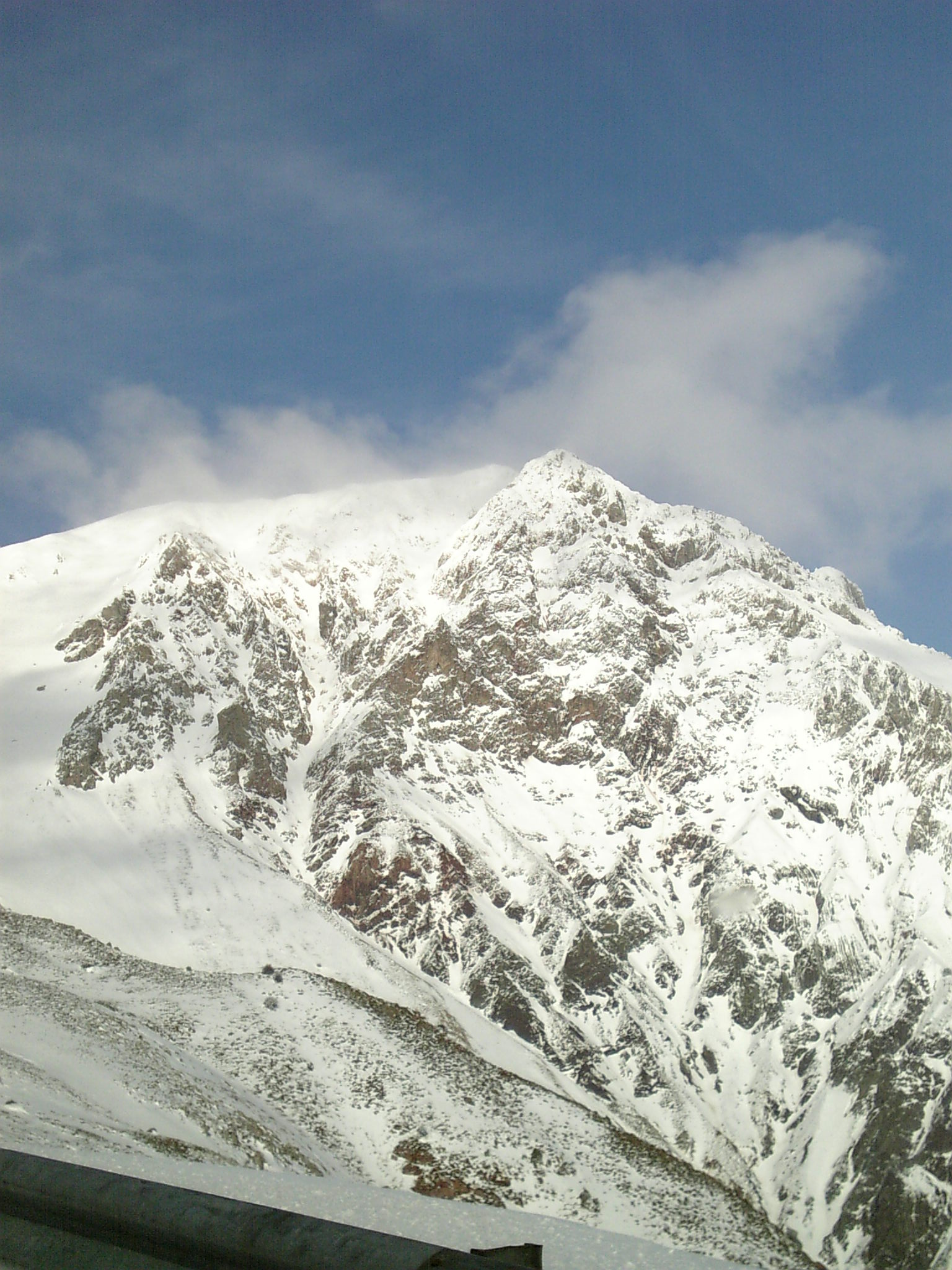
Gipfel des Tymfristos
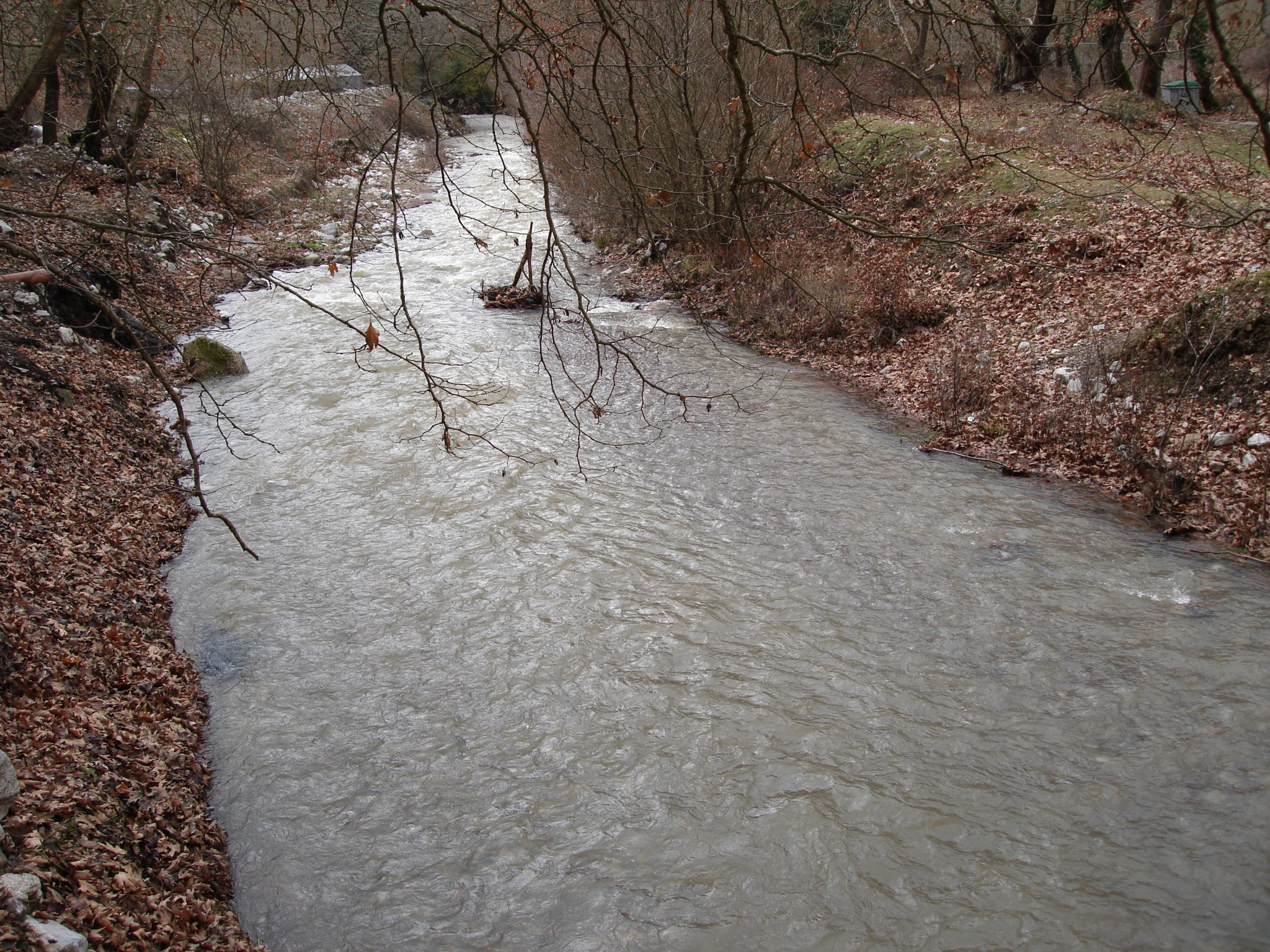
Der Fluss Karpenissiotis
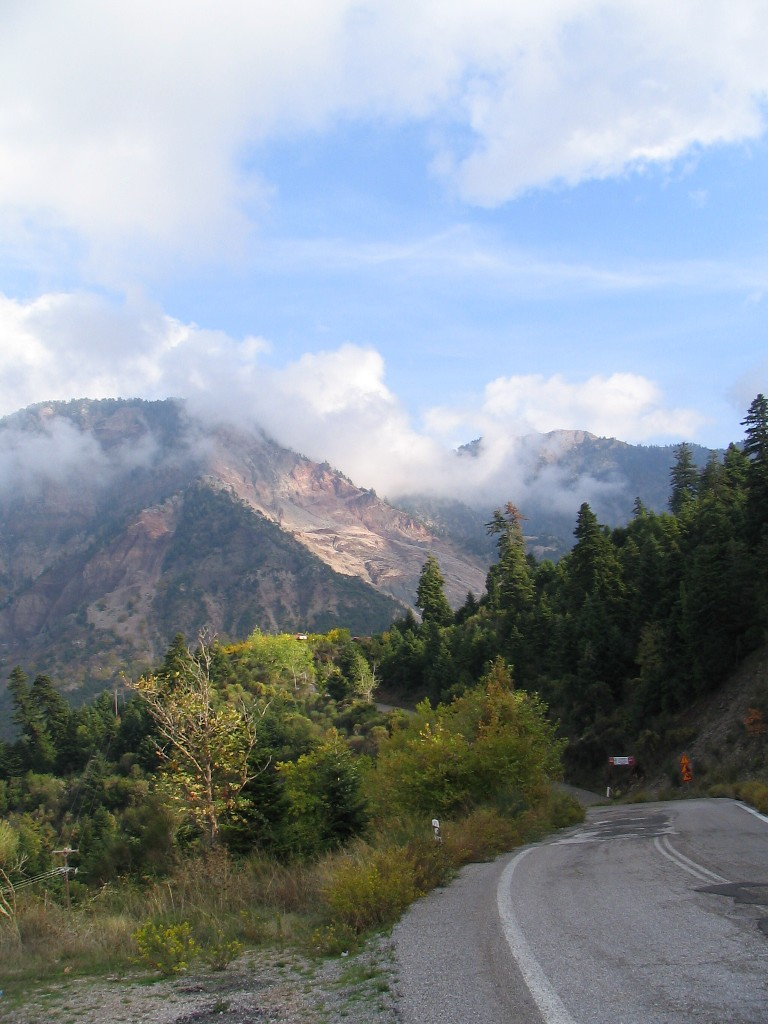
Straße durch die Berge bei Karpenisi

## Geschichte

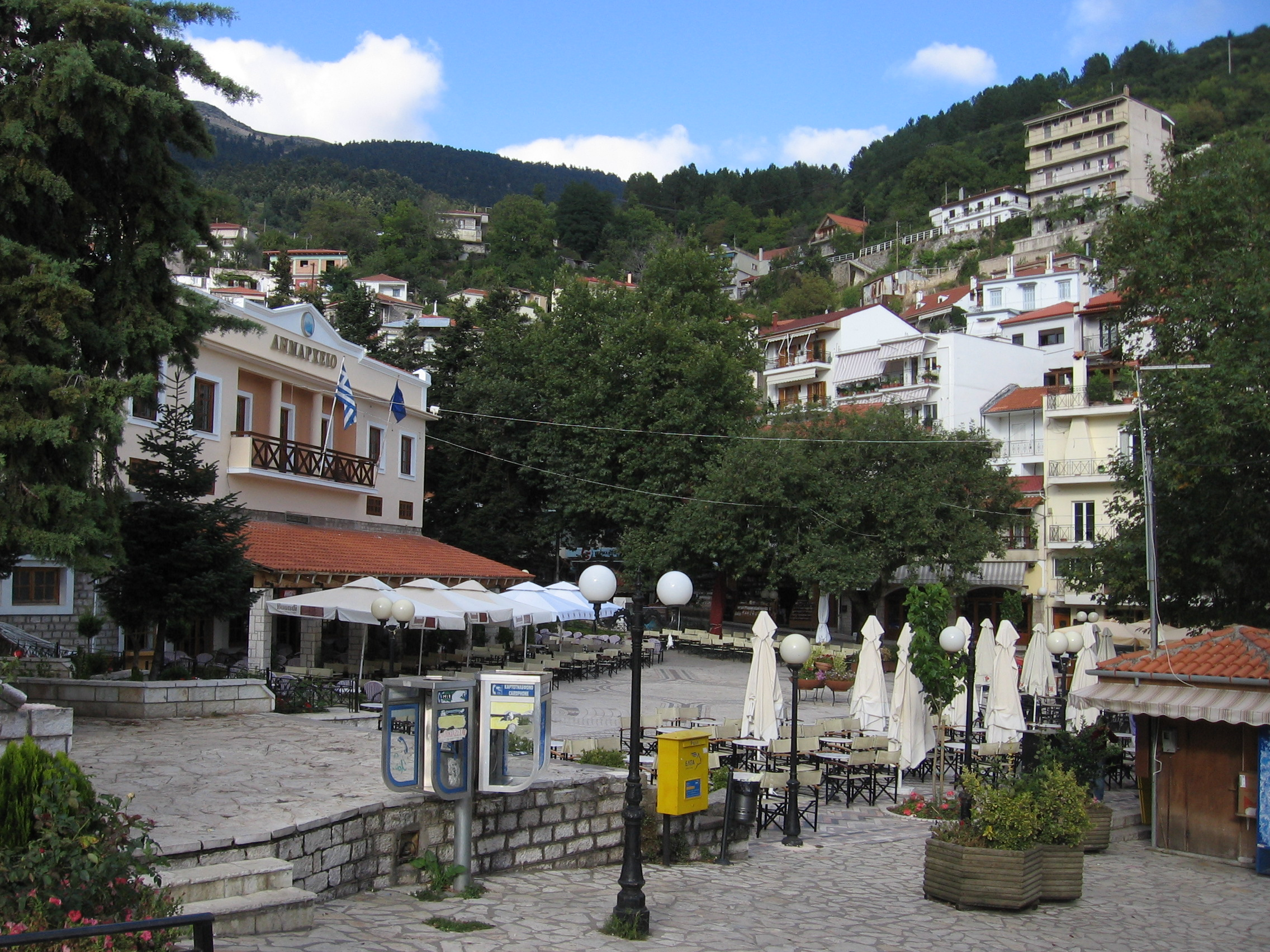
Karpenisi, Stadtplatz mit Rathaus

Auf dem Hügel Agios Dimitrios in der Nähe der Kleinstadt Karpenisi sind antike Überreste gefunden worden, welche auf eine Besiedlung der Gegend bereits in antiker Zeit hindeuten. Eine antike Siedlung in der Region des heutigen Karpenisi konnte mit Sicherheit bis heute nicht nachgewiesen werden. Der Name Karpenisi wurde erstmals im 12. Jahrhundert durch die Kutsovlachen bzw. Walachen erwähnt. Das genaue Gründungsdatum der heutigen Siedlung ist unbekannt. Unter osmanischer Herrschaft war Karpenisi bereits das Verwaltungs- und Handelszentrum der umliegenden, teils von Walachen, teils von Griechen bewohnten Dörfern der Region Evrytania. Zwischen 1645 und 1814 existierte in Karpenisi eine höhere griechische Schule. Anfang des 16. Jahrhunderts wurde Karpenisi zum Bischofssitz des Bistums Litsa und Agrafa erhoben. 1821 erfolgte in Karpenisi ein erfolgreicher Angriff griechischer Rebellen im Rahmen des griechischen Unabhängigkeitskrieges auf die dort stationierte osmanische Garnison, welcher mit einem griechischen Sieg und der Eroberung von Karpenisi endete. Nach der Befreiung Karpenisis wurde die Stadt unter Rückgriff auf die antike Hauptstadt von Evrytania Ichialia genannt; bereits 1840 kehrte man zum Namen Karpenisi zurück.
Im Zweiten Weltkrieg war Karpenisi wie die Region Evrytania ab Ende April 1941 von italienischen Truppen besetzt, welche eine Garnison in Karpenisi stationiert hatten. Im September 1943 übernehmen nach dem Übertritt Italiens auf die Seite der Alliierten deutsche Truppen die Besatzung Karpenisis bis zu ihrem Rückzug im Oktober 1944. Karpenisi war wie Evrytania auch eine Hochburg des bewaffneten griechischen Widerstandes gegen die italienischen und deutschen Truppen. Im August 1944 führen deutsche Truppen im Rahmen der Operation Kreuzotter eine Strafexpedition gegen Karpenisi und zerstören die Kleinstadt. Trotz heftigen Widerstands kommen 300 griechische Rebellen zu Tode und 250 werden gefangen genommen.
In den 1950er und 1960er Jahren ging die Bevölkerung der gesamten Präfektur Evrytania und damit auch von Karpenisi dramatisch zurück. 1940 lebten in Evrytania 53.473 Menschen, 1961 nur noch 39.710; mehr als ein Viertel der Bevölkerung hatte die Präfektur verlassen, wobei die Kleinstadt Karpenisi weniger betroffen war als die Dörfer im heutigen Gemeindegebiet bzw. der gesamten Präfektur. Die Region Evrytania und auch deren Verwaltungs- und Handelszentrum Karpenisi waren gegenüber anderen griechischen Regionen deutlich unterentwickelt. Die Ost-West-Hauptverbindungsstraße Lamia-Karpenisi-Agrinio wurde erst in der zweiten Hälfte der 1960er Jahre ausgebaut. Im Jahr 1962 war diese Straße trotz des gebirgigen Verlaufes in Evrytania und Karpenisi noch nicht asphaltiert. Auch die anderen Straßen um Karpenisi herum und in Evrytania waren in einem sehr schlechten Zustand.
Am 5. Februar 1966 erschütterte ein schweres Erdbeben Evrytania und Karpenisi mit Epizentrum am Kremasta-See. Während die Kleinstadt kaum Schäden davontrug, wurden im heutigen Gemeindegebiet von Karpenisi mehrere Dörfer durch Erdrutsche und Steinschlag teilweise bis vollständig zerstört, darunter Agia Vlacherna und Agios Nikolaos.

## Infrastruktur und Verkehr
Karpenisi ist der Verkehrsknotenpunkt im südlichen Pindos- bzw. Agrafa-Gebirge. Die wichtigste Verkehrsachse führt mit der Nationalstraße 38 (Europastraße 953) von Lamia im Osten von Karpenisi entlang des Tals des Sperchios bis zur Rachi Tymfristou, einem Pass mit einer Höhe von 1227 m an der Grenze zwischen Karpenisi und Makrakomi, welcher über die Bergkette führt, die das Tal des Karpenissiotis von dem des Sperchios abgrenzt. Die Rachi Tymfristou wird seit Beginn des 21. Jahrhunderts mit einem Tunnel, dem Tymfristos-Tunnel, unterquert. Durch Karpenisi hindurch führt die Nationalstraße 38 über eine Passhöhe zwischen Tymfristos und Chelidona in das Tal des Tavropos. Diesem Flusstal folgend überquert sie den Kremasta-See über die Episkopi-Brücke und führt nach Agrinio in Ätolien-Akarnanien. Die Nationalstraße 38 ist die wichtigste Ost-West-Verbindung von Süd-Thessalien und Nord-Mittelgriechenland nach Westgriechenland und Epirus. Weitere untergeordnete Straßen führen von Karpenisi aus sternförmig nach Domnista und Arachova im Süden, nach Megalo Chorio und Proussos im Südwesten entlang des Karpenissiotis, nach Agia Triada und Fourna im Norden.
Einen Eisenbahnanschluss hat Karpenisi nicht. Der nächste Flughafen wäre der nationale Flughafen von Agrinio (geschlossen) oder Preveza bzw. der internationale Flughafen von Athen in mehr als 200 km Entfernung.
Karpenisi besitzt als einzige Ortschaft in Evrytania ein Krankenhaus.

## Sehenswürdigkeiten
Am Hauptplatz die byzantinische Kirche Agia Triada. Das Gotteshaus wurde 1645 umgebaut und erhielt seine heutige Form. Die Kapelle Agios Dimitrios auf einem Hügel oberhalb der Stadt. In der Gegend von Klafi wurde 1957 bis 1958 eine frühchristliche Basilika aus dem 5. Jahrhundert nach Christus entdeckt. In unmittelbarer Nähe der Stadt befindet sich ein kleines Skigebiet auf dem Tymfristos (Velouchi).

## Partnerstadt
Asheville, North Carolina, (USA)

## Berühmte Töchter und Söhne der Stadt
- Haridimos Tsoukas (* 1961), Organisationsforscher